# Мелоксикам
Мелоксикам — англ. meloxicam; 4-гідрокси-2-метил-N-(5-метил-1,3-тіазол-2-ил)-2Н-1,2-бензотіазин-3-карбоксамід1,1-діоксид; нестероїдний протизапальний засіб, селективний інгібітор ЦОГ-2.
Код АТС М01АС06.

## Фармакологичічні властивості
Препарат належить до нестероїдних протизапальних лікарських засобів класу оксикамів, є селективним інгібітором ЦОГ-2. Виявляє протизапальну, анальгетичну та жарознижувальну дії. Механізм дії пов'язаний зі зниженням біосинтезу простагландинів внаслідок пригнічення ферментативної активності ЦОГ-2, що бере участь у синтезі простагландинів у вогнищі запалення; незначно впливає на ЦОГ — 1, що зменшує ризик розвитку побічної дії.

## Фармакокінетика
Абсорбція із ШКТ після приймання внутрішньо становить 89 %. Приймання їжі не впливає на абсорбцію. В плазмі 99 % знаходиться в кон'югованому з білками вигляді. Концентрація мелоксикаму у синовіальній рідині становить 50 % від концентрації у плазмі крові. Препарат майже повністю метаболізується до неактивних метаболітів у печінці. Менш як 5 % добової дози виділяється у незміненому стані з калом, незначна кількість виділяється з сечею. Період напіввиведення становить від 13 до 25 годин залежно від способу застосування (пероральний, внутрішньом’язовий або внутрішньовенний). Плазмовий кліренс становить близько 7–12 мл/хв після разової пероральної дози, внутрішньовенного або ректального застосування. Мелоксикам виявляє лінійну фармакокінетику в межах терапевтичної дози від 7,5 мг до 15 мг після перорального та внутрішньом’язового застосування. Печінкова та ниркова недостатність легкого та середнього ступеня тяжкості істотно не впливають на фармакокінетичні параметри.

## Показання для застосування
- Запальні та дегенеративні захворювання суглобів (артрози, остеоартроз)
- Ревматоїдний артрит, анкілозивний спондиліт[1]
- Хвороба Бехтерєва

## Протипоказання
Виразкова хвороба шлунка та дванадцятипалої кишки у фазі загострення або з ускладненнями, виражені порушення функцій печінки, ниркова недостатність(без проведення гемодіалізу), вік до 15-18 років, підвищена чутливість до мелоксикаму та інших НПЗЗ (у тому числі до саліцилатів), цереброваскулярна кровотеча в анамнезі або інші порушення згортання крові, біль при коронарному шунтуванні, період вагітності та годування груддю. З обережністю призначають препарат пацієнтам із захворюваннями ШКТ в анамнезі, бронхіальній астмі, стані дегідратації, цирозі печінки, застійній серцевій недостатності, в похилому віці, а також пацієнтам, що отримують антикоагулянти та антиагреганти.

## Торгові назви
| Торгова назва         | Фірма                                                                                 | Країна    |
| --------------------- | ------------------------------------------------------------------------------------- | --------- |
| Моваліс               | Берінгер Інгельхайм РЦВ ГмбХ енд Ко КГ [Архівовано 14 червня 2012 у Wayback Machine.] | Німеччина |
| Мелоксикам — ЛУГАЛ    | ВАТ «Луганський ХФЗ»                                                                  | Україна   |
| Ревмоксикам           | Фармак                                                                                | Україна   |
| Мелоксикам — ЛХ       | ЗАТ «Лекхім — Харків»                                                                 | Україна   |
| Мелоксикам — Новофарм | ТОВ фірми "Новофарм - Біосинтез";— Новоград-Волинський                                | Україна   |